# Ceratinopsis secuta
Ceratinopsis secuta là một loài nhện trong họ Linyphiidae.
Loài này thuộc chi Ceratinopsis. Ceratinopsis secuta được Ralph Vary Chamberlin miêu tả năm 1949.